# Doddanerale, Piriyapatna
Doddanerale là một làng thuộc tehsil Piriyapatna, huyện Mysore, bang Karnataka, Ấn Độ.